# Нежни Далибор
Нежни Далибор је српска музичка група из Врања. Сматра се једним од представника такозване Нове српске сцене.

## Историја
Као средњошколски бенд је основан 1995. у Врању. Прву поставу чинили су: Ивица, Бранимир, Љубомир, Предраг и Милица. Крајем 1998. три члана бенда, Ивица, Бранимир и Љубомир, отишла су на студије у Београд, па бенд престаје привремено са радом.
Године 2000, Нежни Далибор је обновљен са првобитним члановима Ивицом, Љубомиром и Бранимиром, уз новог гитаристу Миомира Стојковића. У то време они су живели и студирали у Београду, тако да је Нежни Далибор тада постао београдски бенд. Међутим, после неколико промена имена и више наступа у Врању и Београду, бенд је 2003. направио паузу у раду. Две године касније гитариста Миомир је отишао у Лондон, а Нежни Далибор је реактивиран током исте године као трочлани бенд.
Две године касније на компилацији Јутро ће променити све? (ПГП РТС) објављују песму Значајан догађај. Бенд је након тога много више наступао, а у априлу 2007. је заједно са групом The Mothership Orchestra одржао концерт у малом клубу Дома омладине у Београду пред око 400 људи. Нови члан групе у међувремену је постао гитариста и тонац Драган Новковић. Нежни Далибор је у студију Више електротехничке школе у Београду снимио три песме, које су објављене на компилацији Здраво, здраво, здраво (Култур акт, 2008).
Састав је првог септембра 2008. за независну издавачку кућу Одличан хрчак објавио први албум под називом Средства и вештине, који је снимљен у студију продуцентске куће Дигимедија, а садржао је 14 нумера. Продуцент издања је Борис Младеновић. У циљу промоције албума, бенд је такође снимио спот за песму Ти си сам. Јула 2008. Нежни Далибор је наступао на Егзит фестивалу, а у септембру на Јелен пиво лајв фестивалу.
У мају 2010. Егзит мјузик онлајн издаваштво је објавило деби албум Нежног Далибора Средства и вештине за бесплатно преузимање. Ремикс песме Само магли се у децембру исте године појавио на ремикс албуму Шпире As I Would Say Two.
Дана 24. марта 2011. издат је други студијски албум Нормалан живот за издавачку кућу Одличан хрчак, а продуцент је поново био Борис Младеновић.

## Чланови

### Садашњи
- Ивица Марковић — гитара, вокал
- Љубомир Вучковић — бас-гитара, вокал
- Драган Јовановић [а] — бубањ
- Давор Сопић [б] — клавијатуре

### Бивши
- Бранимир Богдановић — бубањ
- Миомир Стојковић — гитара
- Драган Новковић — гитара
- Предраг Коцић
- Милица Стошић

## Дискографија

### Студијски албуми
- Средства и вештине (2008)
- Нормалан живот (2011)
- Нежни Далибор (2013)
- У слојевима (2017)

### издања
- Скроз ОК (2021)

### Учешћа на компилацијама
- Јутро ће променити све? (2007) — песма Значајан догађај
- Здраво, здраво, здраво (2008) — песме Не видим где си, Само магли, Векови
- (2010) — песмa Само магли (Шпира ремикс)
- (2011) — песма Јесте ли полудели људи?
- Песме испод покривача (2013) — песма Стање будућности
- Компот берба 2013. (2014) — песма Јурим сунце
- Јутро ће променити све — музика из серије (2018) — песма Ти си сам